# Eragrostiella bifaria
Eragrostiella bifaria là một loài thực vật có hoa trong họ Hòa thảo. Loài này được (Vahl) Bor mô tả khoa học đầu tiên năm 1940.

## Hình ảnh

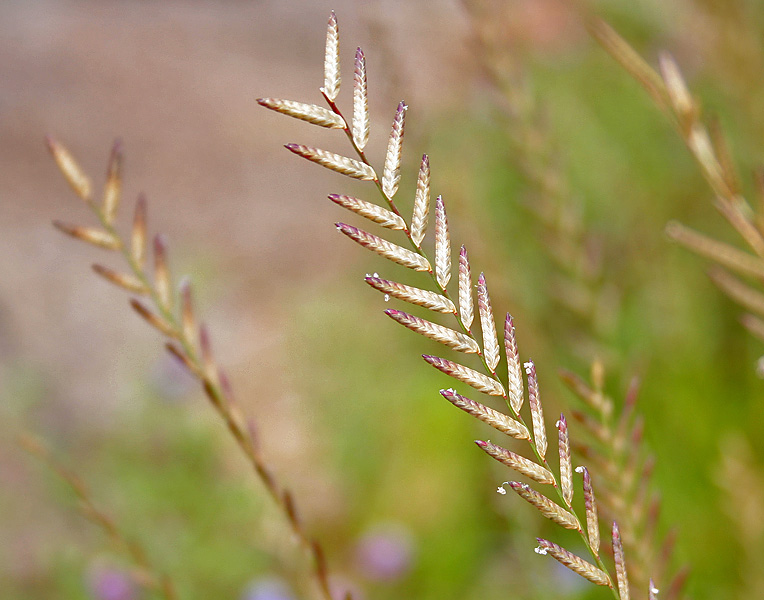
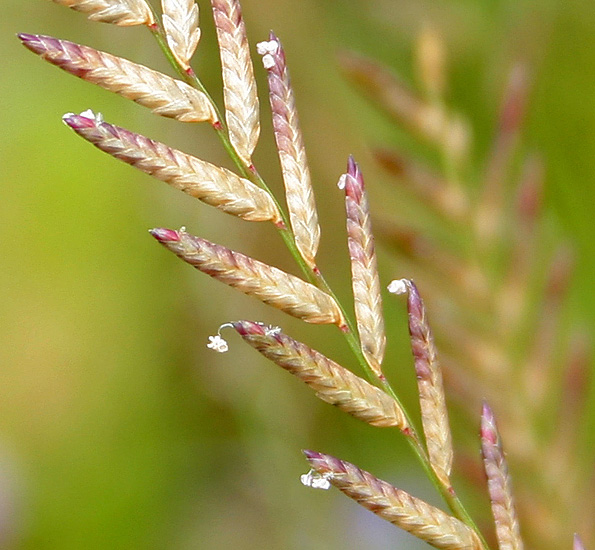